# 中華民國—東帝汶關係
中華民國與葡屬帝汶曾有领事級關係，其後與現今的東帝汶民主共和國無官方外交關係，目前也沒有在對方首都互設具大使館功能的代表機構。對東帝汶的相關事務由駐印尼台北經濟貿易代表處兼轄。

## 政治

### 外交

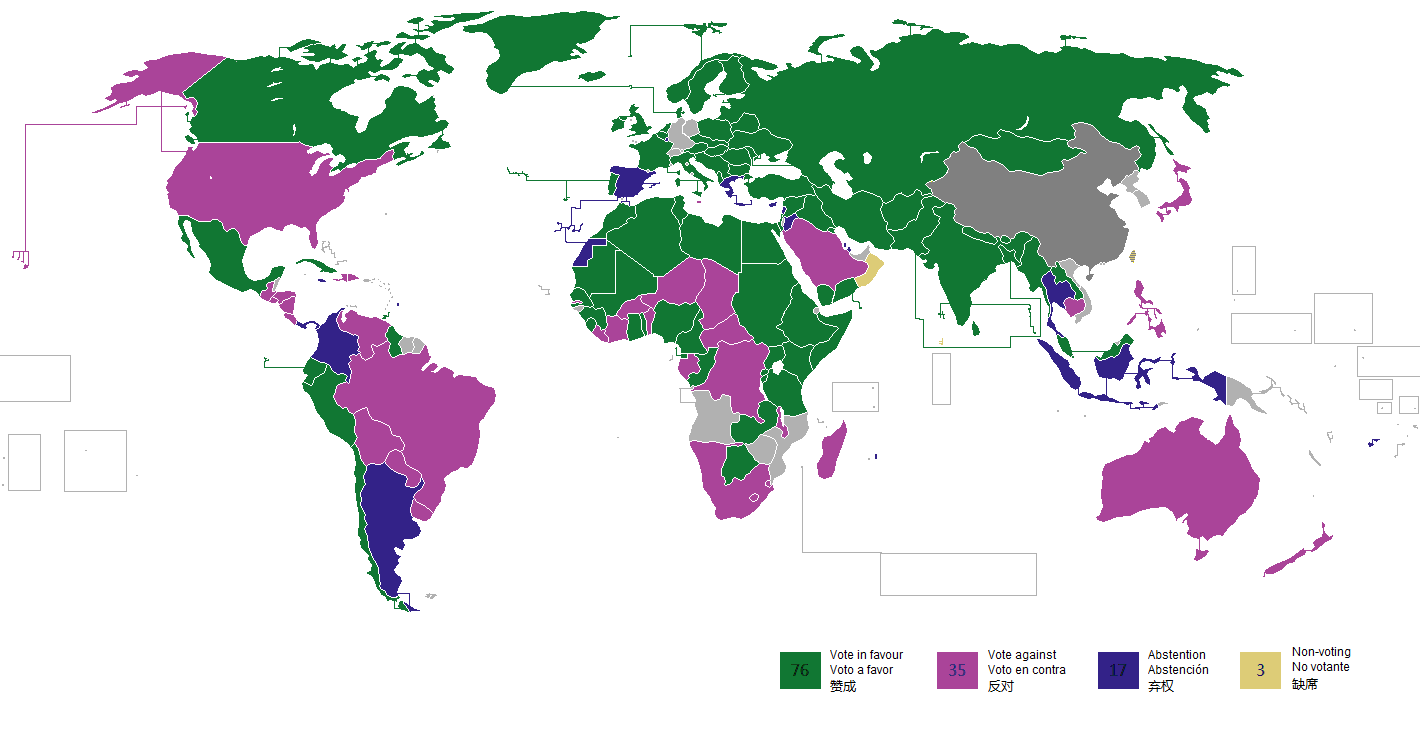
灰色國家表示非聯合國會員國，東帝汶當時是葡萄牙殖民地，因此不能對中華民國續留聯合國一案參與投票，即《聯合國大會2758號決議》。

中華民國曾在葡屬帝汶首都設有駐狄力領事館，1974年4月25日，葡萄牙軍事政變後，葡屬帝汶亦發生內戰，導致印尼軍事介入，中華民國於1975年12月28日關閉領事館。
1998年11月26日，東帝汶獨立運動領袖之一與1996年諾貝爾和平獎得主霍塔應臺北市長陳水扁的邀請訪問臺灣，但被內政部警政署入出境管理局列為不受歡迎人物而拒絕入境（由印度尼西亞政府建議），後中華民國外交部查核後同意入境。
2002年4月17日，中華民國總統陈水扁与外交部长简又新电贺古斯芒当选东帝汶总统。5月20日，東帝汶正式從印尼獨立，外交部再次致电东帝汶政府，表達了建立外交關係的意愿但失敗，東帝汶獨立當天即與中華人民共和國建交。
2019年8月20日，簽署《中華民國（臺灣）法務部調查局洗錢防制處與東帝汶金融情資中心關於涉及洗錢、相關前置犯罪及資助恐怖主义金融情報交換合作瞭解備忘錄》。

## 經濟

### 貿易
| 年分 | 貿易總額   | 貿易總額 | 貿易總額 | 出口至東帝汶 | 出口至東帝汶 | 出口至東帝汶 | 自東帝汶進口 | 自東帝汶進口 | 自東帝汶進口 | 順逆差 |
| 年分 | 金額       | 年增減   | 排名     | 金額         | 年增減       | 排名         | 金額         | 年增減       | 排名         | 順逆差 |
| ---- | ---------- | -------- | -------- | ------------ | ------------ | ------------ | ------------ | ------------ | ------------ | ------ |
| 2017 | 1,693,241  | ▲78.7%   | 180      | 1,276,239    | ▲81.1%       | 172          | 417,002      | ▲71.8%       | 169          | 順差▲  |
| 2018 | 2,275,593  | ▲34.4%   | 171      | 1,956,664    | ▲53.3%       | 163          | 318,929      | ▼23.5%       | 169          | 順差▲  |
| 2019 | 17,957,592 | ▲689.1%  | 133      | 17,452,695   | ▲792.0%      | 112          | 504,897      | ▲58.3%       | 171          | 順差▲  |
| 2020 | 9,840,362  | ▼45.2%   | 142      | 9,680,450    | ▼44.5%       | 122          | 159,912      | ▼68.3%       | 179          | 順差▼  |
| 2021 | 14,006,230 | ▲42.3%   | 141      | 13,796,338   | ▲42.5%       | 115          | 209,892      | ▲31.3%       | 177          | 順差▲  |
| 2022 | 18,331,309 | ▲30.9%   | 132      | 18,098,729   | ▲31.2%       | 115          | 232,580      | ▲10.8%       | 173          | 順差▲  |
| 2023 | 45,922,029 | ▲150.5%  | 105      | 45,407,474   | ▲150.9%      | 88           | 514,555      | ▲121.2%      | 162          | 順差▲  |
| 2024 | 42,493,326 | ▼7.5%    | 108      | 41,883,199   | ▼7.8%        | 88           | 610,127      | ▲18.6%       | 164          | 順差▼  |

## 簽證

持中華民國護照的中華民國國民簽證要求分布圖：入境東帝汶可以落地簽證。

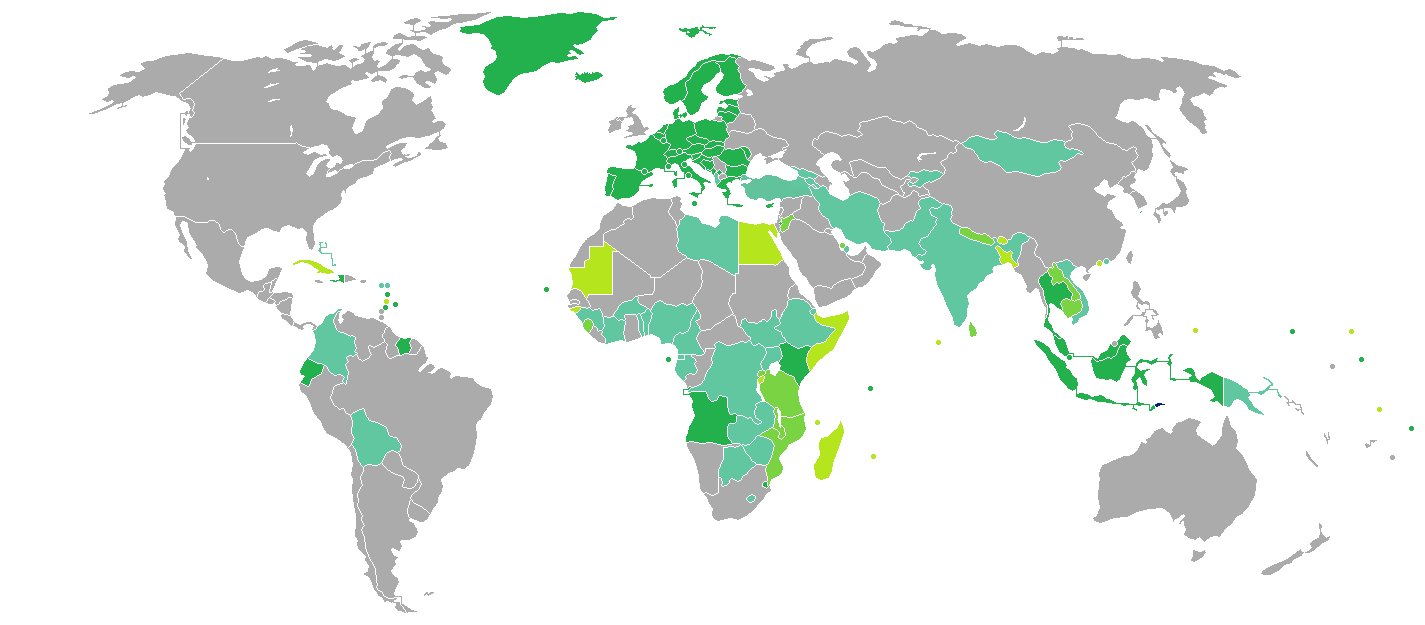
持東帝汶護照的東帝汶人口簽證要求分布圖：入境中華民國需要簽證。

兩國國民皆須申請簽證方可入境對方國家。持有中華民國護照的中華民國國民可於抵達首都狄力的尼古勞·洛巴托總統國際機場後申請觀光落地簽證入境東帝汶，停留最多30天，可申請延長至90天。若由印尼入境東帝汶或前往東帝汶歐庫西外飛地，須事先向該國駐外使領館申請簽證。經東帝汶過境轉機，亦須辦理落地簽證。
持有東帝汶護照的東帝汶國民抵台參加由中央政府機關主辦、協辦或贊助之國際會議、運動賽事、商展或其他活動，則可以電子簽證入境中華民國，停留最多30天並不得延期。

## 交通

### 航空

#### 客運
兩國無直航班機，可經由（不計航點遠近，截至2023年6月14日）：
- 台北→新加坡、峇里島，再轉機前往東帝汶尼古勞·洛巴托總統國際機場。
- 高雄→新加坡[註 1]→東帝汶。

## 外部連結
- 中華民國外交部－東帝汶民主共和國簡介 （页面存档备份，存于）
- 駐印尼台北經濟貿易代表處
- 外交部領事事務局－國外旅遊警示分級表
- 中華民國衛生福利部－國際旅遊疫情建議等級
- 中華民國國際經濟合作協會 （页面存档备份，存于）